# Hanna Gronkiewicz-Waltz
Hanna Beata Gronkiewicz-Waltz (Varsóvia; 4 de Novembro de 1952) é uma política polonesa. Ela foi eleita para a Sejm em 25 de Setembro de 2005 com 137 280 votos em 19 no distrito de Varsóvia, candidato pelas listas do partido Platforma Obywatelska.

## Ligações externas

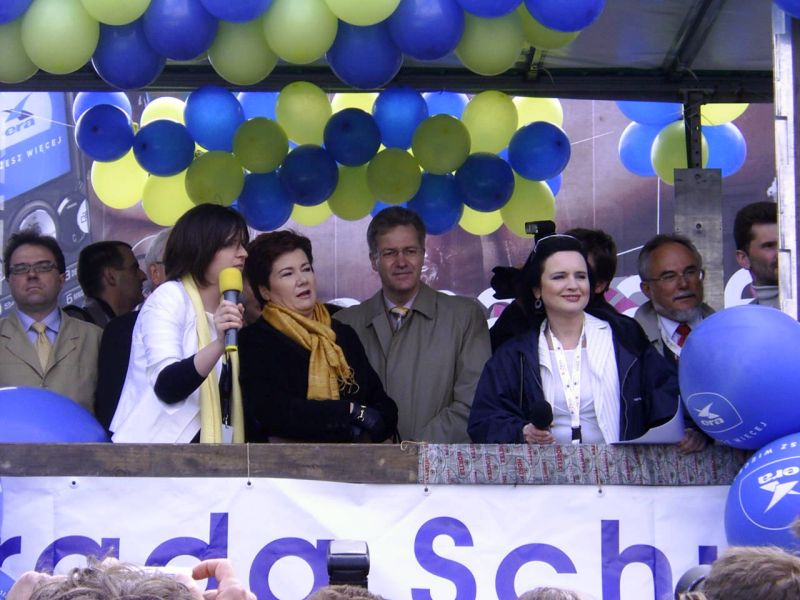
2007